# Miss Universe 2024

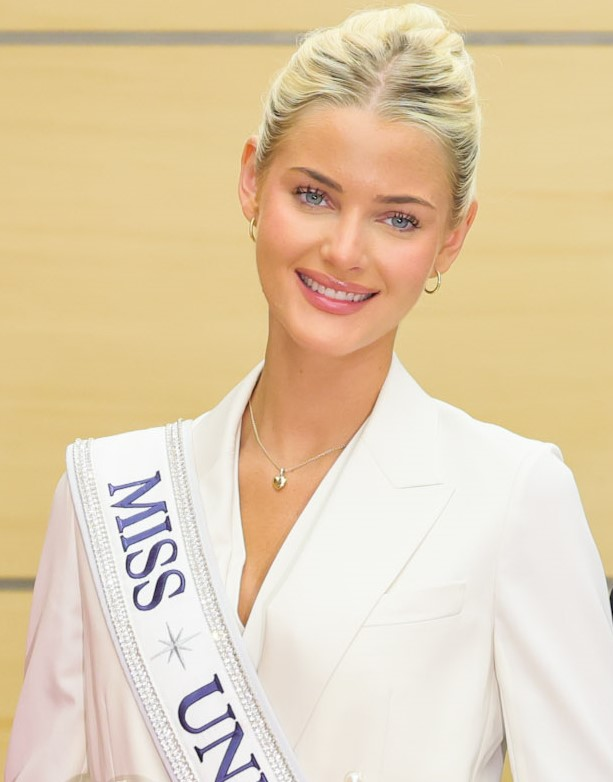
Die Wettbewerbs-Gewinnerin Viktoria Kjær Theilvig im Jahr 2025

Miss Universe 2024 war die 73. Miss-Universe-Wahl, die am 16. November 2024 in der Arena CDMX in Mexiko-Stadt, Mexiko, stattfand.
Die Vorjahres-Siegerin Sheynnis Palacios aus Nicaragua krönte am Ende der Veranstaltung Victoria Kjær Theilvig aus Dänemark zu ihrer Nachfolgerin. Dies war der erste Sieg Dänemarks in der Geschichte des Wettbewerbs. Die deutsche Teilnehmerin Pia Theissen schaffte es nicht unter die Top 30.
Teilnehmerinnen aus 125 Ländern und Territorien nahmen an dem Schönheitswettbewerb teil und übertrafen damit den bisherigen Rekord von 94 Teilnehmerinnen aus dem Jahr 2018. Zum ersten Mal in der Geschichte der Miss Universe-Veranstaltungen gab es 2024 keine Altersbeschränkung mehr.
Als Musik-Act trat unter anderen Robin Thicke auf.

## Hintergrund

### Ort und Datum
Am 18. November 2023 verkündete Raúl Rocha Cantú, der Eigentümer der Legacy Holding Group USA Inc. anlässlich der Miss Universe 2023, dass die 73. Ausgabe der Miss Universe-Wahl in Mexiko stattfinden wird, womit das Land zum ersten Mal seit 2007 Gastgeber der Wahl sein wird.
Am 24. August 2024 gaben die Organisatoren bekannt, dass der Wettbewerb am 16. November in der Mexico City Arena stattfinden wird, wobei die Vorrunden am 14. November stattfinden werden.

### Ausschluss Thailands
Am 22. April 2025 teilte die Organisation mit, dass sie kürzlich herausgefunden habe, dass TPN Global, der Veranstalter der Miss Universe Thailand, sich nicht an die von den nationalen Direktoren festgelegten Protokolle gehalten habe. Damit erfolgte ein Ausschluss des Landes für die Miss Universe-Wahl.

## Ergebnisse

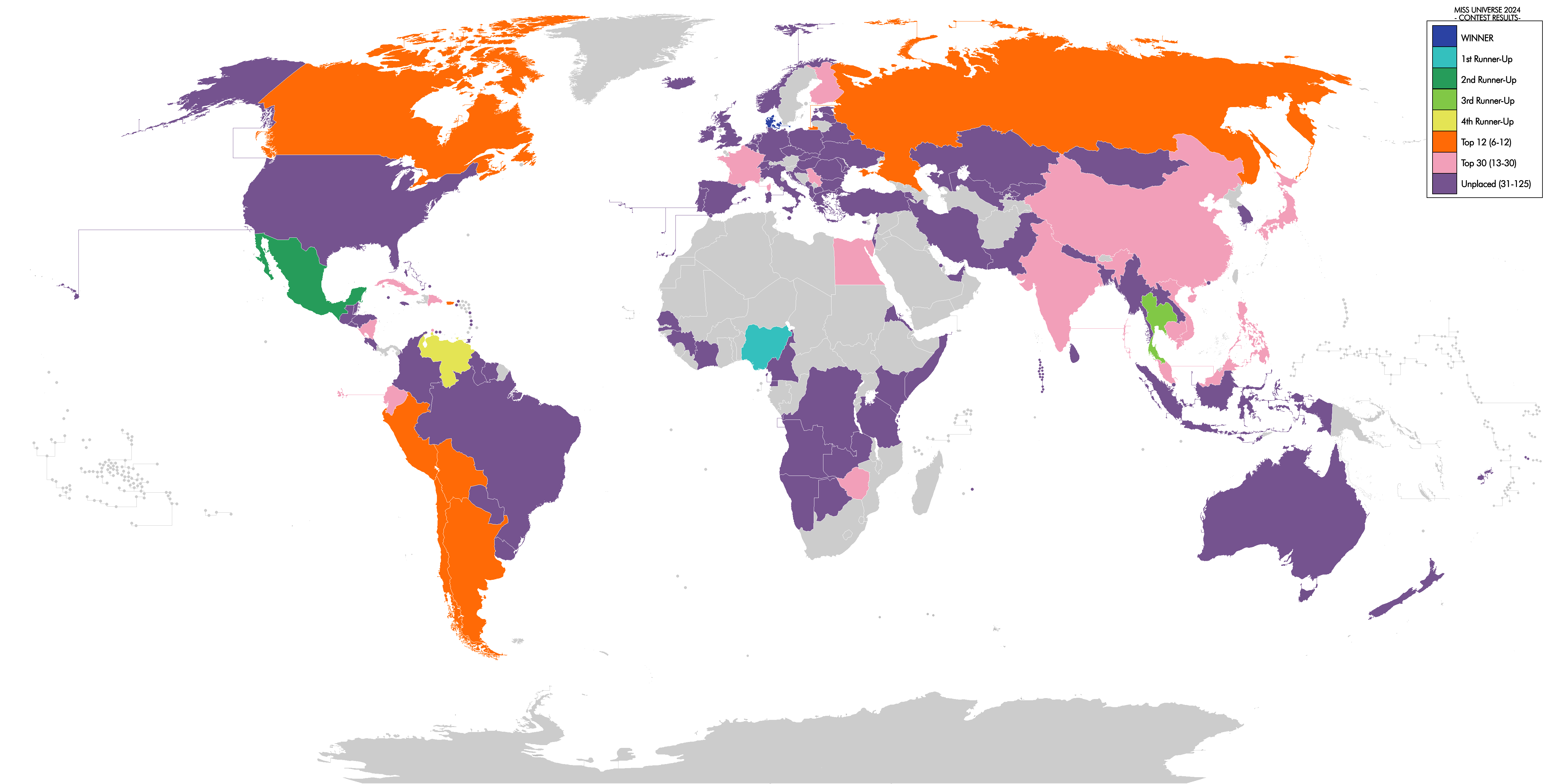
Teilnehmerländer und Territorien der Miss Universe 2024

### Platzierungen
| Platzierungen      | Teilnehmerinnen |
| ------------------ | --- |
| Miss Universe 2024 | - Dänemark – Victoria Kjær Theilvig |
| Zweitplatzierte    | - Nigeria – Chidimma Adetshina Δ |
| Drittplatzierte    | - Mexiko – María Fernanda Beltrán |
| Viertplatzierte    | - Thailand – Suchata Chuangsri |
| Fünfplatzierte     | - Venezuela – Ileana Márquez |
| Top 12             | - Argentinen – Magalí Benejam - Bolivien – Juliana Barrientos - Kanada – Ashley Callingbull - Chile – Emilia Dides § - Peru – Tatiana Calmell Δ - Puerto Rico – Jennifer Colón - Russland – Valentina Alekseeva |
| Top 30             | - Aruba – Anouk Eman - Kambodscha – Davin Prasath - China – Jia Qi - Kuba – Marianela Ancheta - Dominikanische Republik – Celinee Santos - Equador – Mara Topić - Ägypten – Logina Salah - Finnland – Matilda Wirtavuori Δ - Frankreich – Indira Ampiot - Indien – Rhea Singha - Japan – Kaya Chakrabortty - Macau – Cassandra Chiu - Malaysien – Sandra Lim - Nicaragua – Geyssell García - Philippinen – Chelsea Manalo Δ - Serbien – Ivana Trišić - Vietnam – Nguyễn Cao Kỳ Duyên - Zimbabwe – Sakhile Dube |

§ – Von den Zuschauern unter die Top 30 gewählt
Δ – Als „Continental Queen“ kontinentale Königin unter den Top 30 platziert

### Continental Queens
Die Continental Queens („kontinentalen Königinnen“) wurden auf der Pressekonferenz im Anschluss an den letzten Wettbewerb bekannt gegeben. Die Gewinnerinnen wurden unabhängig von ihrer endgültigen Platzierung im Wettbewerb ausgewählt.
| Continental-Gruppe       | Teilnehmerinnen                 |
| ------------------------ | ------------------------------- |
| Afrika & Ozeanien        | - Nigeria – Chidimma Adetshina  |
| Asien                    | - Philippinen – Chelsea Manalo  |
| Europa & Mittlerer Osten | - Finnland – Matilda Wirtavuori |
| Amerika                  | - Peru – Tatiana Calmell        |

### Spezial-Awards
Nach dem Vorentscheid wurden besondere Auszeichnungen an die nationalen Direktoren und Kandidatinnen vergeben, die ihr Engagement und ihre Leidenschaft für die Miss Universe-Organisation unter Beweis gestellt haben.
| Award                 | Teilnehmerinnen                        |
| --------------------- | -------------------------------------- |
| Miss Congeniality     | - Trinidad und Tobago – Jenelle Thongs |
| Best Skin Award       | - Honduras – Stephanie Cam             |
| People’s Choice Award | - Chile – Emilia Dides                 |

| Award                           | Teilnehmerinnen                               |
| ------------------------------- | --------------------------------------------- |
| Best National Director          | - Miss Universe Kanada – Dennis Dávila        |
| Best National Pageant           | - Miss Universe Vietnam – Nguyễn Thị Hương Ly |
| Best National Host Tour Country | - Miss Universe Philippinen – Jonas Gaffud    |
| Beyond the Crown Award          | - Miss Universe Puerto Rico – Yizette Cifredo |

#### Bestes nationales Kostüm
Der Preis für das beste Nationalkostüm wurde zwei Wochen nach dem Wettbewerb auf den offiziellen Social-Media-Plattformen bekannt gegeben, basierend auf den Abstimmungen in der Miss Universe-App.
| Platzierungen   | Teilnehmerinnen                 |
| --------------- | ------------------------------- |
| Gewinnerin      | - Philippinen – Chelsea Manalo  |
| Zweitplatzierte | - Chile – Emilia Dides          |
| Drittplatzierte | - Vietnam – Nguyễn Cao Kỳ Duyên |

#### Voice for Change-Wettbewerb
Die Teilnehmerinnen nahmen ebenso an dem Wettbewerb Voice For Change teil, bei dem sie ihr gesellschaftliches Engagement in einem dreiminütigen Video präsentierten. Die Gewinnerinnen wurden durch eine Online-Abstimmung und ein Auswahlkomitee ermittelt. Während des Vorentscheids wurden die sieben Silber-Finalistinnen bekannt gegeben und die drei Gold-Gewinnerinnen wurden während des Vorentscheids vorgestellt.
| Platzierungen         | Teilnehmerinnen |
| --------------------- | --- |
| Gold-Preisträgerinnen | - Bolivien – Juliana Barrientos - Kambodscha – Davin Prasath - Guatemala – Ana Gabriela Villanueva                                                                                               |
| Silber-Finalistinnen  | - Aruba – Anouk Eman - Bahrain – Shereen Ahmed - Cayman Inseln – Raegan Rutty - Eritrea – Snit Tewoldemedhin - Finnland – Matilda Wirtavuori - Guinea – Saran Bah - Thailand – Suchata Chuangsri |